# داج بال: داستان یک بازنده واقعی
داج بال: داستان یک بازنده واقعی (به انگلیسی: DodgeBall: A True Underdog Story) فیلمی محصول سال ۲۰۰۴ و به کارگردانی راوسون مارشال تربر است. در این فیلم بازیگرانی همچون وینس وان، بن استیلر، کریستین تیلور، ریپ تورن، هانک آزاریا، جاستین لانگ، استیون روت، آلن تودیک، ژول دیوید مور، کریس ویلیامز، میسی پایل، گری کول، جیسون بیتمن، ویلیام شاتنر، جولی گونزالو، راستی جوینر، کورتیس آرمسترانگ، اسکارلت چوروات، لوری بث دنبرگ، کایدن بوید ایفای نقش کرده‌اند.

## خلاصه
پیتر لافلر صاحب و گرداننده یک مجموعه ورزشی کوچک و رو به تعطیلی است. از سوی دیگر وایت گودمن که مرد ثروتمندی بوده و صاحب و مدیر یک مجموعه بزرگ ورزشی است قصد دارد مجموعه ورزشی پیتر را بسته و آنرا تخریب کند تا بجای آن یک پارکینگ برای اعضای باشگاهش بسازد...